# Gephyromantis sculpturatus
Gephyromantis sculpturatus is een kikker uit de familie gouden kikkers (Mantellidae). De soort werd voor het eerst wetenschappelijk beschreven door Ernst Ahl in 1929. De soort behoort tot het geslacht Gephyromantis.

## Leefgebied
De kikker is endemisch in Madagaskar. De soort komt vooral voor in de regio Alaotra-Mangoro in het oosten van het eiland en leeft in de subtropische bossen van Madagaskar op een hoogte van 600 tot 1200 meter boven zeeniveau.

## Synoniemen
- Mantidactylus sculpturatus Ahl, 1929